# David Lowry Swain

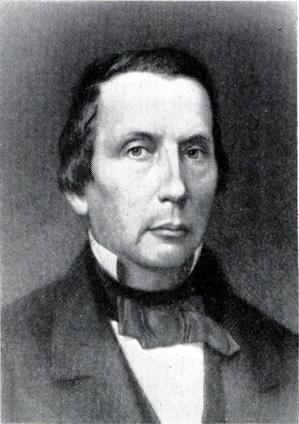
David Lowry Swain

David Lowry Swain (* 4. Januar 1801 im Buncombe County, North Carolina; † 27. August 1868 in  North Carolina) war ein amerikanischer Politiker und 26. Gouverneur von North Carolina.

## Frühe Jahre
David Swain war der Sohn einer Farmerfamilie. Nach den örtlichen Schulen besuchte er die New Academy in Asheville und für kurze Zeit die University of North Carolina. Im Jahr 1821 begann er in Raleigh ein privates Jurastudium bei John Louis Taylor, dem damaligen Obersten Richter in North Carolina (Chief Justice of the North Carolina Supreme Court). Nach seinem Examen und der Zulassung als Anwalt begann er eine juristische Laufbahn.

## Politischer Aufstieg
Von 1824 bis 1830 war er Abgeordneter im Parlament von North Carolina. Die folgenden zwei Jahre diente er als Richter am Oberlandesgericht (Superior Court) in North Carolina. Diese Position gab er 1832 auf, nachdem er von den Abgeordneten des Parlaments zum Gouverneur seines Landes gewählt worden war.

## Gouverneur von North Carolina
Bei den Wahlen hatte er sich gegen Richard Spaight junior durchgesetzt, der schon seit 1827 bei fast jeder jährlichen Gouverneurswahl unterlegen war. Swain wurde insgesamt dreimal gewählt und konnte so das verfassungsmäßige Limit von drei zusammenhängenden Amtszeiten voll ausnutzen. Seine Amtszeit begann am 6. Dezember 1832 und endete am 10. Dezember 1835. Zum Zeitpunkt seines Amtsantritts war er der bis dahin jüngste Gouverneur von North Carolina. Als Mitglied der Whig Partei stand er in Opposition zu der demokratisch geführten Bundespolitik von Präsident Andrew Jackson. In seiner Amtszeit förderte er die Verbesserung der Infrastruktur. Insbesondere galt sein Interesse dem Auf- und Ausbau der Eisenbahn in seinem Land. Er setzte sich für ein verbessertes Strafrecht ein und förderte die Bildungspolitik. Ebenfalls in seiner Amtszeit wurde die 1776 verabschiedete Verfassung von North Carolina überarbeitet und mit neuen Zusätzen versehen. Unter anderem wurde nun der Gouverneur direkt vom Volk und nicht mehr, wie bisher, vom Abgeordnetenhaus gewählt. Ein anderer Verfassungszusatz legte die Größe des Abgeordnetenhauses (120 Abgeordnete) und des Senats (50 Senatoren) fest. Diese Verteilung gilt bis heute. Am Ende seiner Amtszeit wurden die Verfassungszusätze ratifiziert.

## Weitere Karriere
Nach dem Ende seiner Amtszeit war er von 1835 bis 1868 Leiter des Kuratoriums der University of North Carolina. Politisch hielt er sich lange Zeit im Hintergrund. Auch während der Ereignisse im Vorfeld des Amerikanischen Bürgerkriegs spielte er keine bedeutende Rolle. Er trat erst im Jahr 1861 wieder politisch in Erscheinung. Damals vertrat er die Interessen seines Landes auf dem Konvent der Konföderierten Staaten. Eine Wahl in deren Senat lehnte er aber ab. Während des Krieges blieb er weiterhin auf seinem Posten an der University of North Carolina. Im Jahr 1865 gehörte er zu den Bürgern der Stadt Raleigh, die mit General William T. Sherman die Kapitulation der Stadt vor der Unionsarmee aushandelten. Im Jahr 1868 gab es finanzielle Probleme bei der University of North Carolina. Das Abgeordnetenhaus und ein neu zusammengesetztes Kuratorium erzwangen Swains Rücktritt von seinem Posten als Leiter des Kuratoriums. Im weiteren Verlauf dieses Jahres 1868 starb der frühere Gouverneur an den Folgen eines Verkehrsunfall mit seiner Kutsche. Er war mit Eleanor White verheiratet, mit der er vier Kinder hatte.